# فرديناند مباو
فرديناند مباو (بالفرنسية: Ferdinand Mbahou)‏، ولد يوم 12 أكتوبر 1956 في الكونغو الفرنسية ضابط وسياسي كونغولي.

## سيرة شخصية
مدير الأمن الرئاسي في ظل نظام باسكال ليسوبا (1992-1997)، ذهب إلى المنفى في فرنسا بعد الاستيلاء على السلطة من دينيس ساسو نغيسو. في يوليو 2009، عاد إلى الكونغو وتم اعتقاله بعد بضعة أيام بسبب صلاته بالخصم إيمانويل نغويلونديلي. أطلق سراحه في فبراير 2010.

### هجوم باريس
مقيما في بيسانكورت، شمال باريس، أصيب فرديناند مباو بجروح خطيرة بالرصاص في 10 نوفمبر 2015. لم يتم التعرف على المعتدي ولا القبض عليه.
في 18 يناير 2017، قامت السلطات الفرنسية بتجميد أصوله المالية، وكذلك أصول التشاديين المعارضين واللاجئين محمد نوري ومحمد مهدي علي (جبهة من أجل السلام والكونكورد على تشاد)، بموجب المادة L562-1 من القانون النقدي والمالي التي تنص على «تجميد كل أو جزء من الأموال والأدوات المالية والموارد الاقتصادية [...] التي تنتمي إلى أشخاص طبيعيين أو اعتباريين يرتكبون أو يحاولون ارتكاب أعمال إرهابية». تثير هذه العقوبة أسئلة بسبب عدم تورط المعارضين السياسيين الثلاثة في الإرهاب وتقدير نشر المرسوم. ومع ذلك، فإن العلاقات الجيدة بين جان إيف لو دريان وإدريس ديبي إيتنو ودينيس ساسو نغيسو معروفة.
في صيف 2018، ألقي القبض على ثلاثة عملاء فرنسيين سابقين في المديرية العامة للأمن الخارجي في فرنسا واتهموا بالتآمر الإجرامي وحيازة متفجرات. وفقا للعدالة الفرنسية، كانوا يخططون لاغتيال فرديناند مباو. العملاء الثلاثة السابقون هم:
- آلان برونيه: تم تحويله إلى محقق خاص.
- برونو سوسيني: أصبح مغنيًا كورسيكيًا، على مقربة من برنارد سكوارسيني وقوة برازافيل.
- دانييل فورستيير: مقره في لوسينج. الرجل الرابع، «لوران ر.» سائق في سويسرا لابنة نور سلطان نزارباييف، مطلوب بدون نجاح.

رفضت المحاكم الفرنسية التحقيق في محاولة اغتيال السيد مباو في أكتوبر 2018.
في 14 مارس 2019، قدم فرديناند مباو شكوى جديدة مع دستور الحزب المدني. بعد أيام قليلة، يوم 21 مارس 2019 اكتشف دانييل فورستيير، أحد عملاء المديرية العامة للأمن الخارجي الثلاثة المشتبه بهم، مقتولاً، قُتل بخمس رصاصات في هوت سافوي.
تلزم الشكوى المقدمة ضد دستور حزب مدني العدالة الفرنسية بإعادة فتح التحقيق في محاولة الاغتيال التي كان موضوعها، وإن كان متأخرا جدا، في يوليو 2020.